# Chróścin
Chróścin is een plaats in het Poolse district  Wieruszowski, woiwodschap Łódź. De plaats maakt deel uit van de gemeente Bolesławiec en telt 630 inwoners.